# Rhamnus pallasii
Rhamnus pallasii là một loài thực vật có hoa trong họ Táo. Loài này được Fisch. & C.A. Mey. miêu tả khoa học đầu tiên.